# Aulacaspis ericacearum
Aulacaspis ericacearum är en insektsart som beskrevs av Sadao Takagi 1961. Aulacaspis ericacearum ingår i släktet Aulacaspis och familjen pansarsköldlöss. Inga underarter finns listade i Catalogue of Life.